# Gemarmerde zwemkrab
De gemarmerde zwemkrab (Liocarcinus marmoreus) is een krab uit de familie Polybiidae, die voor de Nederlandse en Belgische kust vrij algemeen wordt aangetroffen op zandige tot grindachtige bodems.

## Anatomie
De carapaxlengte van de gemarmerde zwemkrab bedraagt tot 42 mm, is glad en heeft meestal een witgeel/roodbruin gemarmerde kleur. De voorste rand van het rugschild bezit drie tanden van gelijke grootte. Het laatste segment van de vijfde pereopode is sterk afgeplat, zoals bij alle zwemkrabben.

## Voorkomen en ecologie
De gemarmerde zwemkrab komt voor van het zuidelijk deel van de Noordzee (alle Britse kusten) tot aan de Azoren en in het meest westelijke deel van de Middellandse Zee.
Het voedsel van deze zeer beweeglijke krab bestaat uit kleine kreeftachtigen, schelpdieren, borstelwormen, slangsterren en kleine vissen (Gobiidae).